# 内田みえ
内田みえは、編集者。有限会社サイレントオフィス 代表。千葉県生まれ。建築からインテリア、プロダクトまでさまざまな分野のデザイン、ものづくりの現場に興味を持って、編集・ライティングを手がけている。
1989年、日本大学法学部経営法学科卒業後、家具店勤務。
1990年～2001年、インテリア・マガジン『コンフォルト』の編集に携わる。
2001～03年、同誌編集長を務める。2003年、フリーランスの編集者として独立。